# エキウム・ウィルドプレッティ
エキウム・ウィルドプレッティ（Echium wildpretii）は、スペインカナリア諸島原産の植物。高さ3メートルを超えて育ち、淡紅色の花穂の長さも1メートルを超すことがある。現地名はタヒナステ・ロホ（西: Tajinaste Rojo）。花穂は小さな赤い花が螺旋状に咲いており、その外見から、宝石の塔（Tower of Jewels）とも呼ばれる。

## 生育地
エキウム・ウィルドプレッティは、テネリフェ島テイデ山の亜高山帯針葉樹林に生育する。テネリフェ島は大陸とつながったことがなく氷河期の影響を受けなかったことから、独自に進化を遂げた植物が33種類ある。エキウム・ウィルドプレッティもその33種の1種である。テイデ山では5月下旬から6月に開花する。開花までには3年かかり、開花するとその株は枯れる。
多くの日照時間を必要とし、乾燥条件でも育つ。霜に耐性があり、摂氏-5度までは耐性がある。
蜜の含有量が高く、養蜂家に好まれている。しかしながら、開花に雨量や気温の影響を受けやすいため、タヒナステ蜂蜜は希少性がある。

## 日本における生育
日本では気候環境の違いから、生育は困難と言われている。
1980年にコペンハーゲン大学植物園から高林成年（1993年より京都府立植物園園長）が種子を譲り受け、当時の京都府立植物園の宿根草園担当の田中寛幸に栽培を委託した。1982年に初開花し、試行錯誤の末に田中は京都の戸外でできる栽培体系を確立した。
京都府立植物園のほか、安城産業文化公園デンパーク、東京ディズニーシーなどで開花状態を見ることができる。

## 亜種
ラ・パルマ島の標高2000メートル付近に島固有の亜種であるエキウム・ウィルドプレッティ トリコシフォン（Echium wildpretii ssp. trichosiphon）が自生する。トリコシフォンの花は紫色からピンク色となるのが特徴である。

## 写真

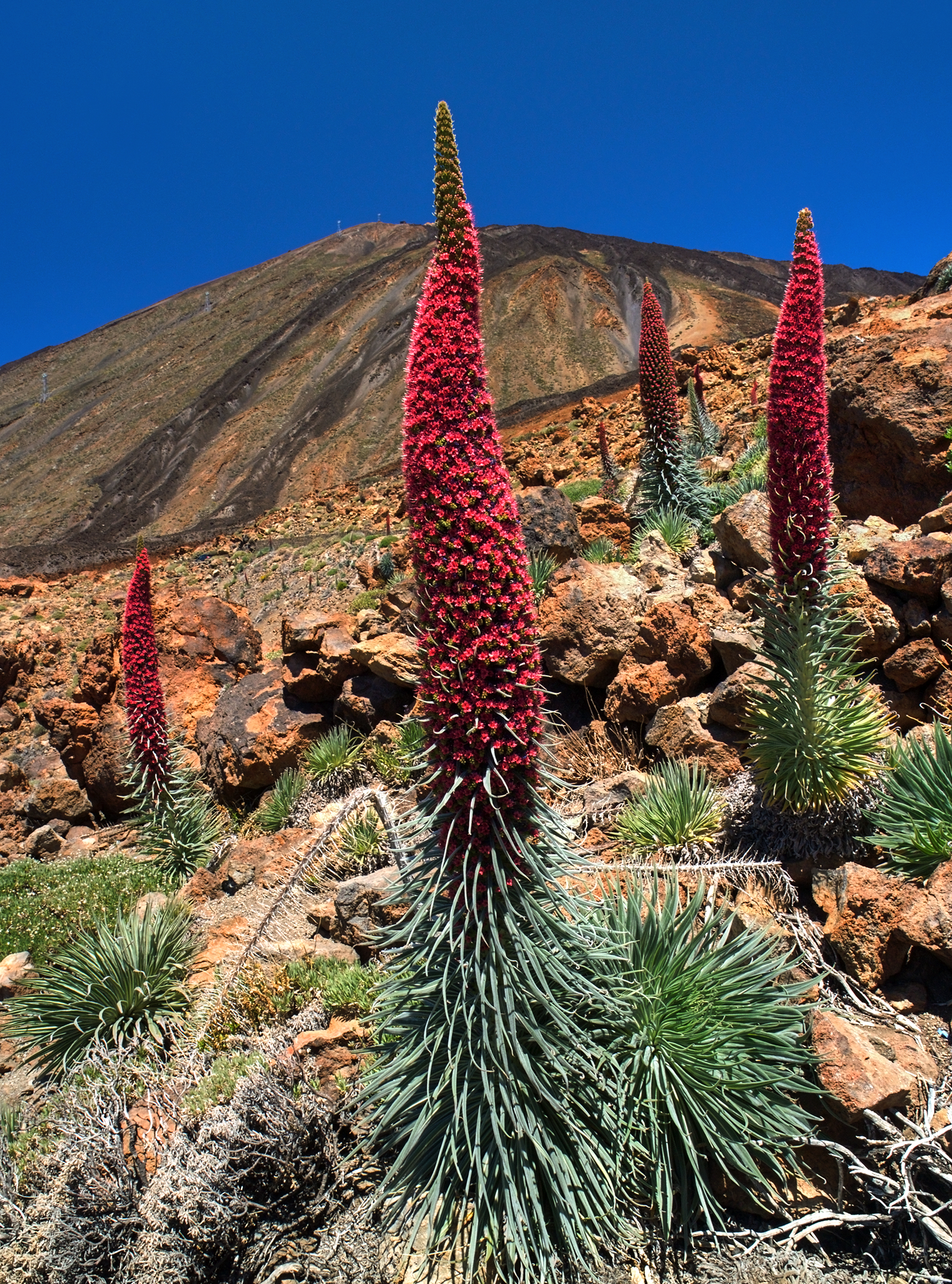
テイデ山のエキウム・ウィルドプレッティ
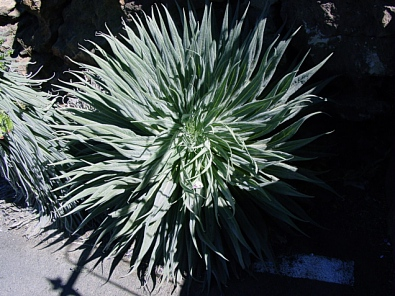
成長前のエキウム・ウィルドプレッティの株
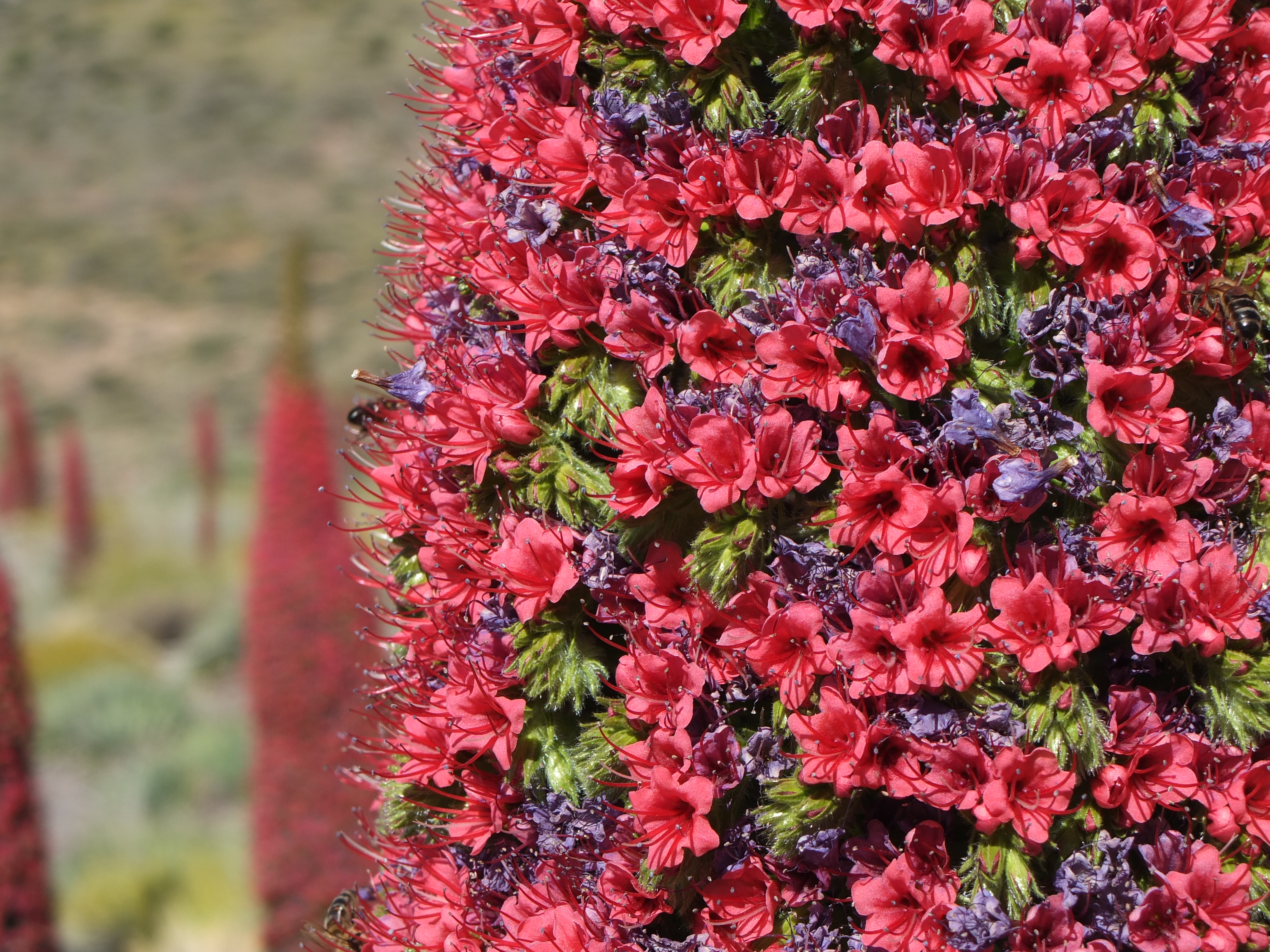
花の部分の拡大
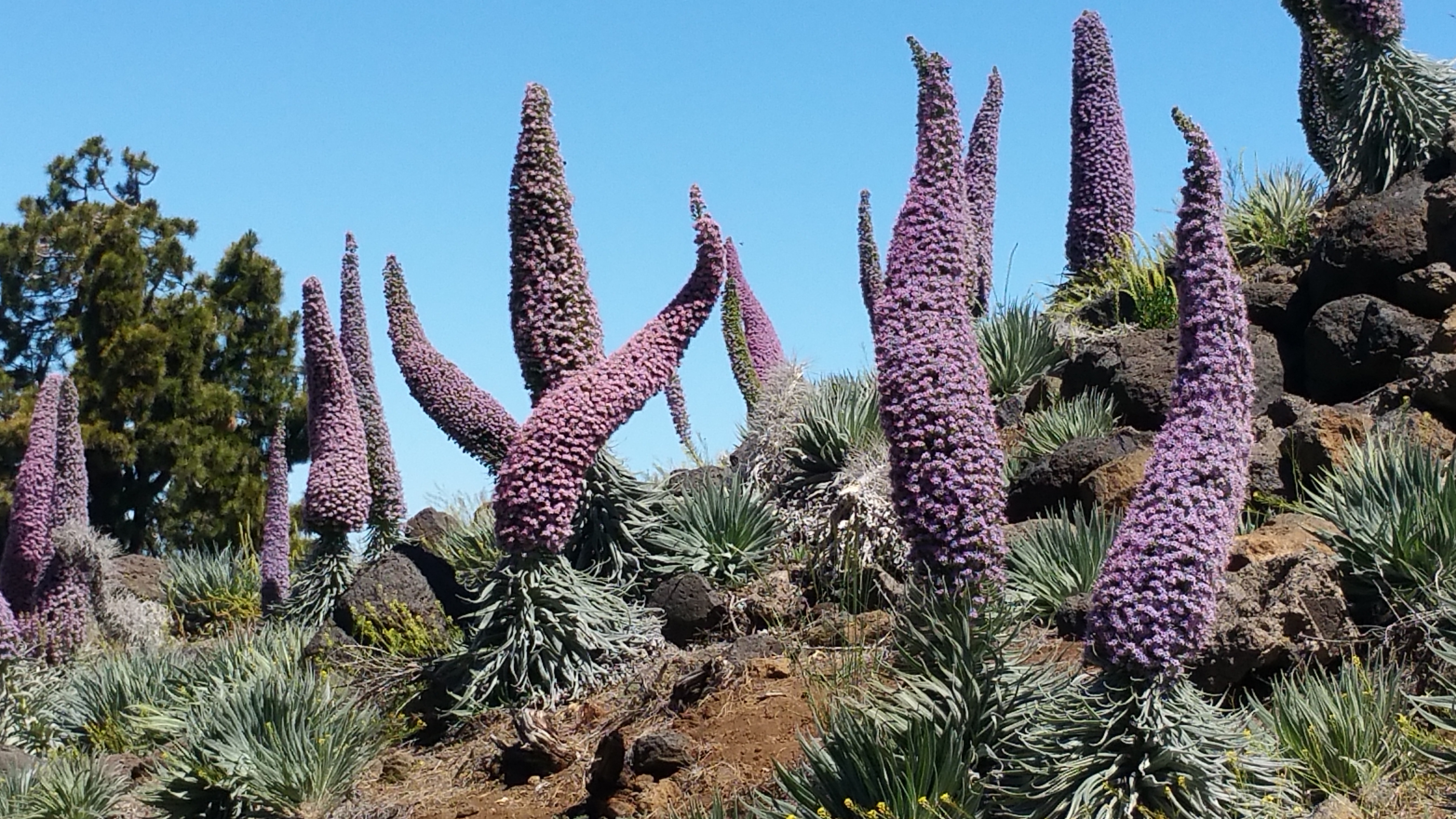
エキウム・ウィルドプレッティ トリコシフォン
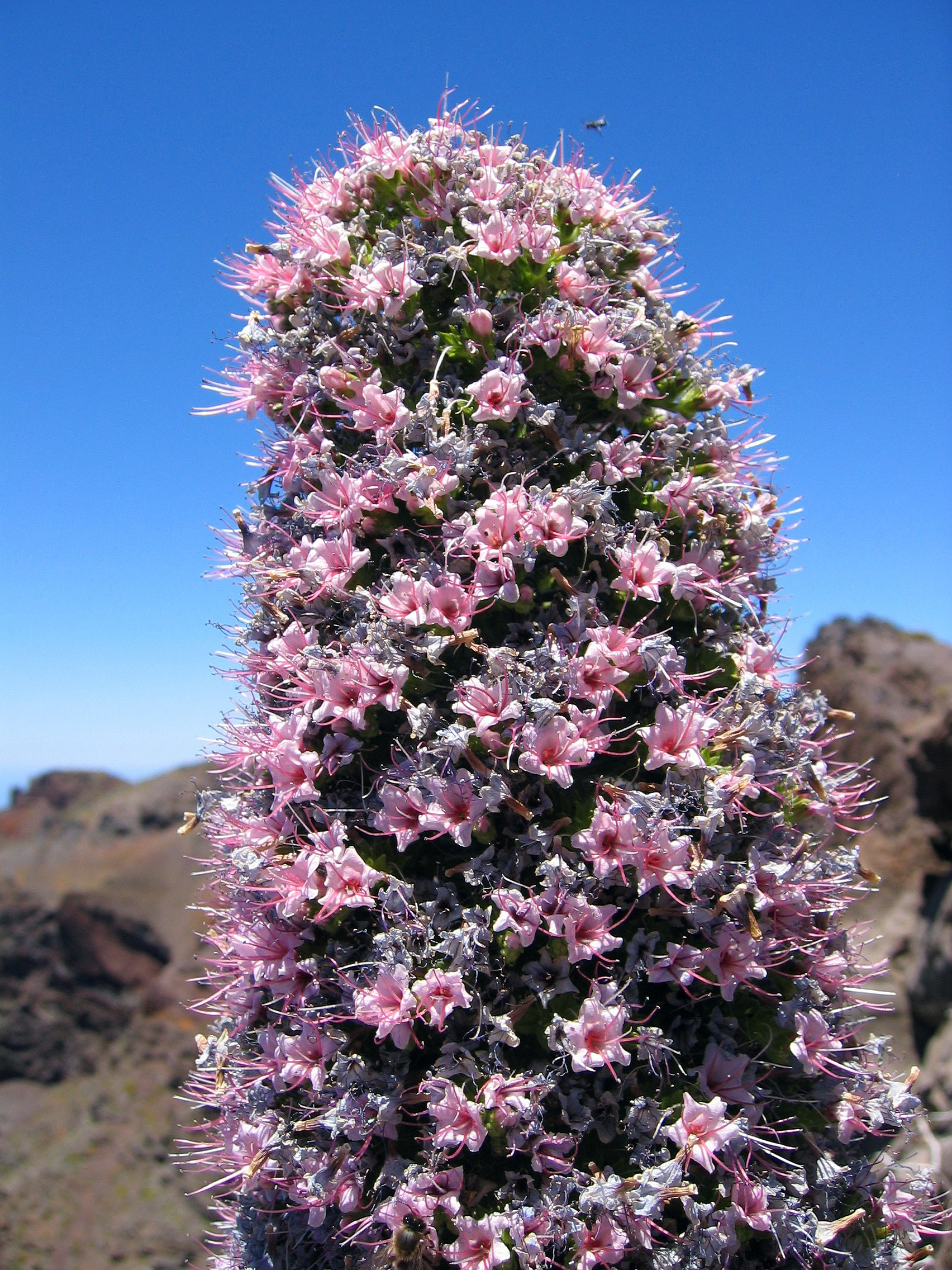
エキウム・ウィルドプレッティ トリコシフォン